# Генеративна змагальна мережа
Генеративні змага́льні мере́жі (англ. Generative adversarial networks, GANs) — це клас алгоритмів штучного інтелекту, що використовуються в некерованому навчанні, реалізовані системою двох штучних нейронних мереж, які змагаються одна з одною в рамках гри з нульовою сумою. Вони були запроваджені Яном Ґудфелоу в 2014 році.
Ця методика дозволяє створювати фотографії, які для побіжного огляду людиною виглядають як справжні та мають багато реалістичних елементів (хоча в тестах люди можуть відрізнити реальні зображення від згенерованих у багатьох випадках).

## Метод

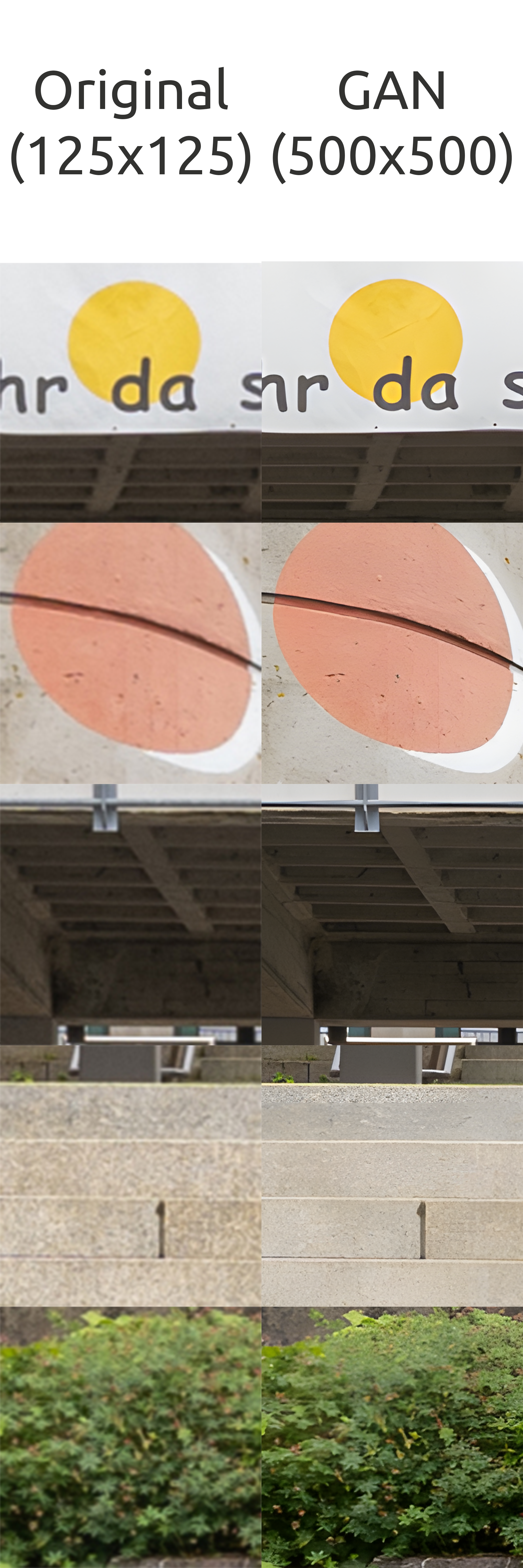
Приклад поліпшення якості зображення за допомогою GAN

Одна мережа генерує кандидатів (генератор), а інша оцінює їх (дискримінатор). Як правило, генеративна мережа навчається будувати відповідності з латентного простору до певного розподілу даних, тоді як дискримінаційна мережа розрізняє представників справжнього розподілу даних та кандидатів, вироблених генератором. Метою тренувальної мережі є збільшення частоти помилок дискримінаційної мережі (тобто «обдурити» дискримінатор шляхом створення нових синтезованих екземплярів, які повинні походити на представників справжнього розподілу даних).
На практиці заздалегідь відомий набір даних використовують як початкові навчальні дані для дискримінатора. Навчання дискримінатора передбачає забезпечення його зразками з набору даних, доки він не досягне певного рівня точності. Зазвичай генератор на початку отримує випадково відбирані дані із заздалегідь визначеного латентного простору (наприклад, за допомогою багатовимірного нормального розподілу. Після цього зразки, синтезовані генератором, оцінюються дискримінатором. Метод зворотного поширення помилки застосовується в обох мережах, так що генератор створює кращі зображення, тоді як дискримінатор стає більш кваліфікованим при визначенні синтезованих зображень. Генератор, як правило, є деконволюційною нейронною мережею, а дискримінатор — згортковою нейронною мережею.
Ідея вивести моделі в конкурентному середовищі (модель проти дискримінатора) була запропонована Лі, Гаучі та Гросом в 2013 році.. Їх метод використовується для висновків поведінки. Це називається навчання по Тюрінгу (англ. Turing Learning), оскільки цей параметр схожий на тест Тюрінга. Навчання по Тюрінгу є узагальненням генеративної змагальної мережі. У них можуть розглядатись і моделі, відмінні від нейронних мереж. Крім того, дискримінаторам дозволяється впливати на процеси, з яких отримані набори даних, що робить їх активними учасниками, як у тесті Тюрінга. Ідею змагального навчання можна знайти й у більш ранніх роботах, таких як стаття Шмідхубера (англ. Schmidhuber) 1992 року.

## Застосування
ГЗМ використовуються для створення зразків фотореалістичних зображень з метою візуалізації нових дизайнів інтер'єру та промислового дизайну, взуття, сумок, одягу та предметів для сцен у комп'ютерних іграх. Відомо, що ці мережі використовуються Facebook. Нещодавно ГЗМ змоделювали закономірності руху у відео. Вони також використовувались для реконструкції 3D-моделей об'єктів зображень і для покращення зображень в астрономії. У 2017 для суттєвого поліпшення якості фотографій використовувалася удосконалена ГЗМ з автоматичною генерацією текстур. Від системи вимагалось скоріше створення реалістичних текстур ніж піксельна деталізація. Результатом була висока якість зображення при високій роздільній здатності.